# アントン・フォン・エスターライヒ＝トスカーナ
アントン・フォン・エスターライヒ＝トスカーナ（ドイツ語: Anton von Österreich-Toskana, 1901年3月20日 - 1987年10月22日）は、オーストリア＝ハンガリーの皇族。オーストリアでは1919年よりアントン・ハプスブルク＝ロートリンゲン（ドイツ語: Anton Habsburg-Lothringen）と名乗った。

## 生涯
ハプスブルク＝トスカーナ家の一員であるレオポルト・ザルヴァトール大公と、その妻でスペイン王女の称号を持つブランカ・デ・ボルボンの間の三男（第7子）として生まれた。外祖父はスペインのカルリスタ王位請求者にしてフランスのレジティミスト王位請求者、マドリード公カルロス・マリアであった。
アントンは二重君主国の崩壊と第一次世界大戦の終結まで、両親と一緒にニーダーエスターライヒ州のフロースドルフで暮らしていたが、やがて元皇族に対する強制的な国外退去命令が父に下ったために国外に避難した。アントンは両親と一緒にスイス、ドイツ、フランスなどで亡命生活を送った。
1931年7月26日、アントンはルーマニアのシナヤにあるペレシュ城において、ルーマニア国王フェルディナンド1世の末娘イレアナと結婚した。2人の結婚後、イレアナの兄のルーマニア王カロル2世は「ルーマニア人は王女とハプスブルク家の人間との結婚を歓迎しない」という政治的な理由を盾に、アントン夫妻にルーマニア国外で暮らすように命じた。このためアントンとイレアナは最初はミュンヘンやウィーン近郊のメードリンク、そして後にはオーストリアのゾンネベルク城に落ち着いた。
第二次世界大戦中、アントンは1944年末までドイツ国防軍の空軍パイロットとして従軍し、除隊後は家族と一緒にルーマニアのブラン城に住んだ。1944年8月23日に起きたクーデターによってドイツとルーマニアの協定が破棄されると、ドイツ国民であるアントン夫妻とその子供および従者たちは抑留ないし国外退去を迫られてもおかしくない状態になり、危険にさらされた。1947年12月30日、ルーマニア王ミハイ1世が廃位・追放されると、アントン一家も国外に脱出した。一家はスイスやアルゼンチンを転々とし、1950年代初めにはアメリカ合衆国で暮らした。1954年にアントンはイレアナと離婚してオーストリアに帰国し、死ぬまで祖国で暮らした。1953年に末弟のカール・ピウスが死去すると、その跡を継いでカルロクタビスタ派のカルリスタ王位請求者となり、「カルロス9世（スペイン語: Carlos IX）」を称したが、1961年にはその地位を四弟のフランツ・ヨーゼフに譲っている。
2006年5月26日、ルーマニア文化相アドリアン・イオルグレスクは、アントンの次男ドミニクにブラン城を正式に返還した。

## 子女
妻イレアナとの間に2男4女を儲けた。
- シュテファン（英語版）（1932年 - 1998年） - 1954年にメアリー・ジェリーン・ソーパーと結婚。
- マリア＝イレアナ″ミノラ″（1933年 - 1959年） - 1957年にコトゥリンスキー伯爵ヤロスラフと結婚。1959年、夫とともに飛行機事故死した。
- アレクサンドラ″サンディ″（1935年 - ） - 1962年にヴュルテンベルク公オイゲン・エーバーハルト（アルブレヒト・オイゲンとブルガリア王女ナデジダの長男）と結婚し1972年に離婚、1973年にバイロー男爵ヴィクトルと再婚。
- ドミニク″ニキ″（スペイン語版）（1937年 - ） - 建築家、1960年にエンゲル・フォン・ヴォスと結婚し1999年に離婚、同年にエマヌエラ・ムリナルスキと再婚。現在のカルロクタビスタ派カルリスタ王位請求者。
- マリア・マグダレーナ″マギ″（1939年 - ） - 1959年にホルツハウゼン男爵ハンスと結婚。
- エリーザベタ″ヘルツィ″（1942年 - 2019年） - 1964年にフリードリヒ・ザンドホーファーと結婚。

子孫たちはイレアナを通じてヴィクトリア女王の血を引いているが、ほとんどがカトリック信徒であるためイギリス王位継承順位から外れている（潜在的な順位は100位台前半の位置にある）。